# Cervejaria Krombacher
A Cervejaria Krombacher (em alemão:  Krombacher Brauerei) é uma das três cervejarias na cidade de Kreuztal, em Siegen-Wittgenstein, no estado de Renânia do Norte-Vestfália. Foi fundado por Johannes Haas em 1803. O nome completo da empresa é: Krombacher Brauerei Bernhard Schadeberg GmbH & Co. KG, uma das mais modernas da Europa.
Com uma produção de 5,55 milhões de hectolitros em 2015, foi a quinta maior produtora de cerveja na Alemanha no ano referido.
A Krombacher Pils é produzida de acordo com a Lei de Pureza Alemã de 1516, onde ficou determinado que os ingredientes que poderiam ser usados na produção de uma cerveja seriam: água, lúpulo e cevada.